# Coivert
Coivert is een gemeente in het Franse departement Charente-Maritime (regio Nouvelle-Aquitaine) en telt 219 inwoners (1999). De plaats maakt deel uit van het arrondissement Saint-Jean-d'Angély.

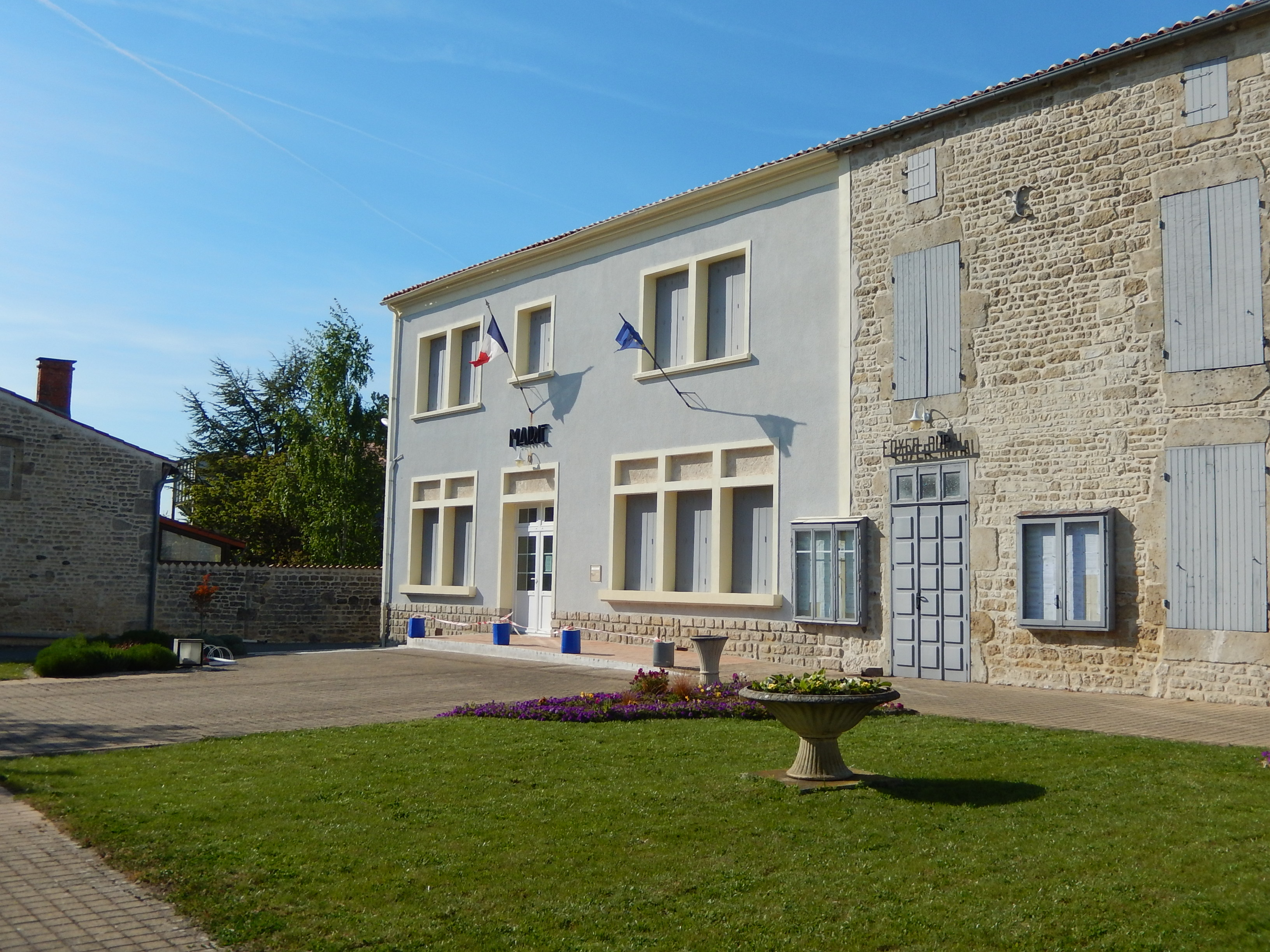
Gemeentehuis
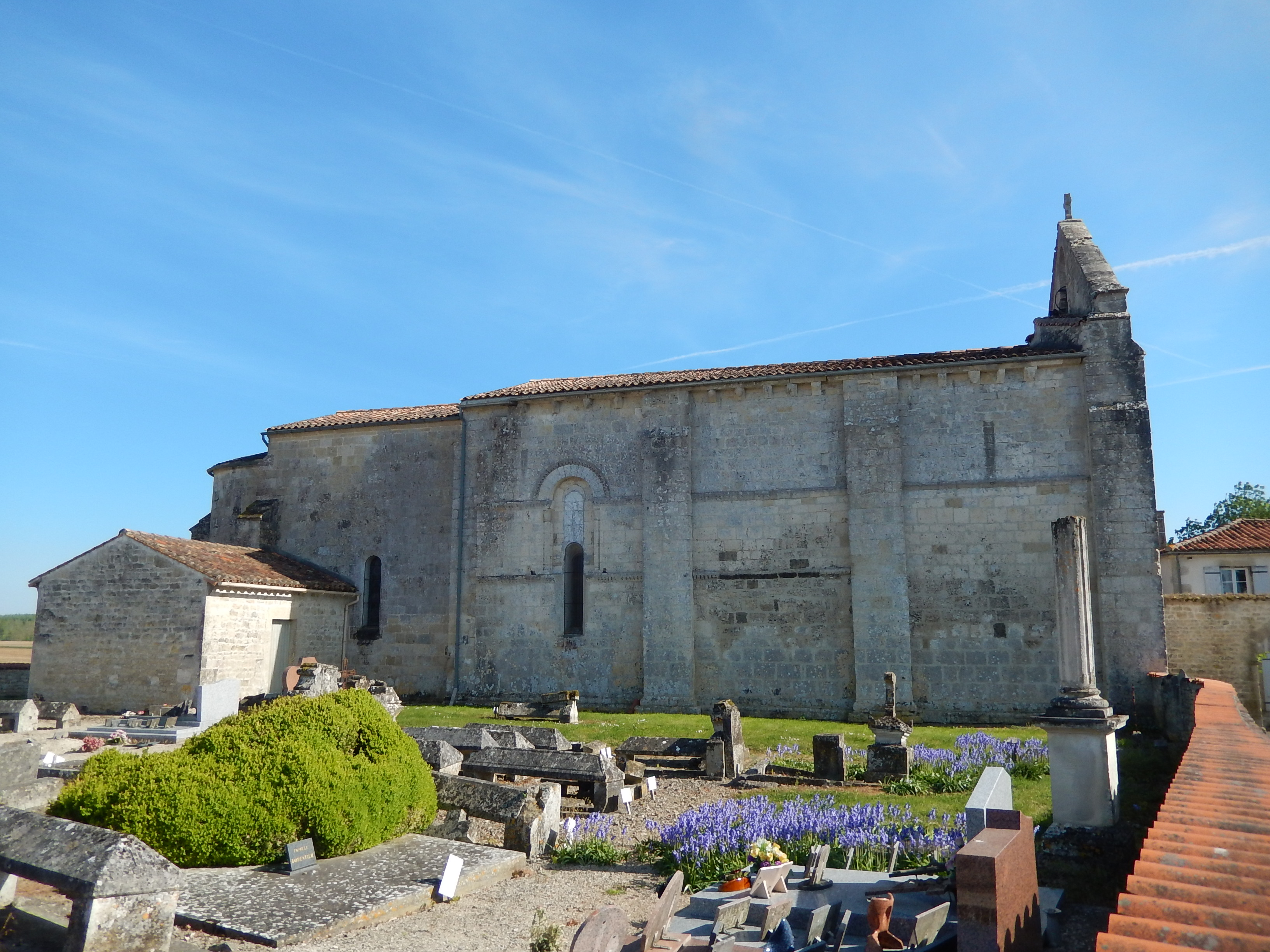
Kerk Saint-Vivien
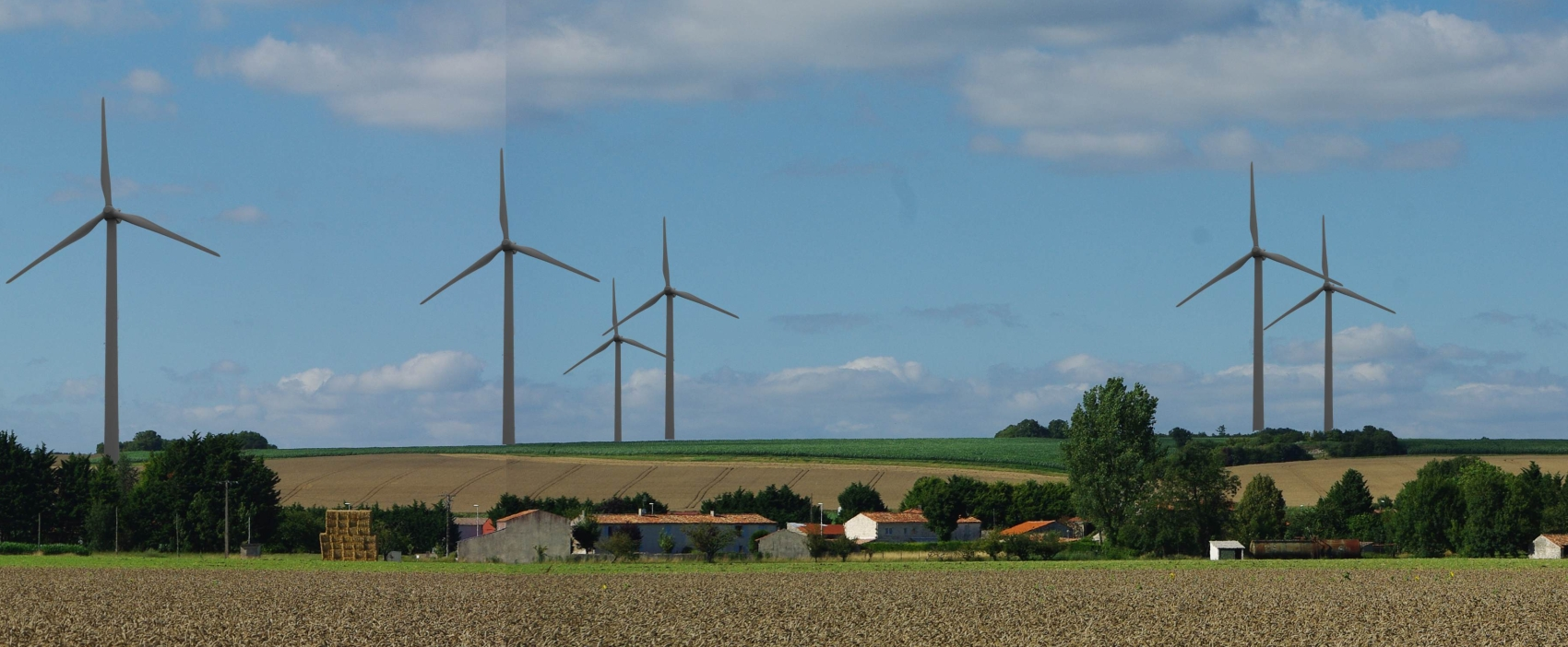
Windmolenpark

## Geografie
De oppervlakte van Coivert bedraagt 14,8 km², de bevolkingsdichtheid is 14,8 inwoners per km².
De onderstaande kaart toont de ligging van Coivert met de belangrijkste infrastructuur en aangrenzende gemeenten.

## Demografie
Onderstaande figuur toont het verloop van het inwonertal (bron: INSEE-tellingen).